# Cryptosporiopsis platanicola
Cryptosporiopsis platanicola är en svampart som först beskrevs av Ellis & Everh., och fick sitt nu gällande namn av G.F. Laundon. Cryptosporiopsis platanicola ingår i släktet Cryptosporiopsis och familjen Dermateaceae.   Inga underarter finns listade i Catalogue of Life.